# Line & Willy
Line & Willy was een Frans muzikaal duo.

## Biografie
Line Van Meelen en Claude Boillod leren elkaar begin 1966 kennen. Ze nemen in de daarop volgende jaren verschillende singles op. In 1968 vertegenwoordigen ze Monaco op het Eurovisiesongfestival 1968. In Londen eindigt het duo met A chacun sa chanson op de zevende plaats. Tussen 1974 en 1976 neemt het duo enkele albums voor kinderen op. Hierna besluiten de twee om elk hun eigen weg op te gaan.
1959: Jacques Pills · 
1960: François Deguelt · 
1961: Colette Deréal · 
1962: François Deguelt · 
1963: Françoise Hardy · 
1964: Romuald · 
1965: Marjorie Noël · 
1966: Tereza · 
1967: Minouche Barelli · 
1968: Line & Willy · 
1969: Jean-Jacques · 
1970: Dominique Dussault · 
1971: Séverine · 
1972: Anne-Marie Godart & Peter McLane · 
1973: Marie · 
1974: Romuald · 
1975: Sophie · 
1976: Mary Christy · 
1977: Michèle Torr · 
1978: Caline & Olivier Toussaint · 
1979: Laurent Vaguener · 
2004: Märyon · 
2005: Lise Darly · 
2006: Séverine Ferrer